# 佐々木喜太郎
佐々木 喜太郎（ささき きたろう、1836年〈天保7年〉 - 1890年〈明治23年〉6月27日）は、日本の商人、実業家、青森県北津軽郡五所川原村の素封家。族籍は青森県平民。

## 人物
代々「布屋三之助」を名乗り、屋号を「布三」としたが、喜太郎の代に佐々木姓を名乗る。酒造業を営み、米穀取引、小国（外が浜町蟹田）・今泉の鉄山経営などを手掛ける。土地投資にも乗り出す。直接国税総納額は、1890年出版の『帝国議会議員選挙者名鑑』によると「2262円2銭」である。住所は青森県北津軽郡五所川原村（現五所川原市）。

## 家族
2代目喜太郎は1906年没。3代目喜太郎は1923年没。嘉太郎は分家して一家を創立する。